# ダイハツ・セニア
セニア（XENIA）は、ダイハツ工業とトヨタ自動車が共同開発した7人乗り小型ミニバンである。インドネシアで生産が行われ、主に新興国市場で販売が行われている。

## 初代 F600型（2004年 - 2011年）
セニアは当初可変バルブ機構なしのEJ-DE型直列3気筒 DOHC 1.0 LとK3-DE型直列4気筒 DOHC 1.3 Lを搭載していたが、フェイスリフト後にEJ-VE型とK3-VE型に置き換えられた。なお、可変バルブ機構についてはアバンザ/セニアともDVVTではなくVVT-iの呼称を使用している。また、組み合わせられるトランスミッションは5速MTもしくは4速ATとなる。

### 中国仕様
ダイハツはセニアを2006年11月の北京モーターショーにてプロトタイプ「D-01」として出展し、翌2007年6月から第一汽車グループの一汽吉林汽車との合弁で、ダイハツ（大発）ブランドでセニア（中国名「森雅」）の製造・販売を開始した。しかしながらブランドの知名度不足から販売は低迷し、2009年には価格が引き下げられて一汽ブランドへと変更された。

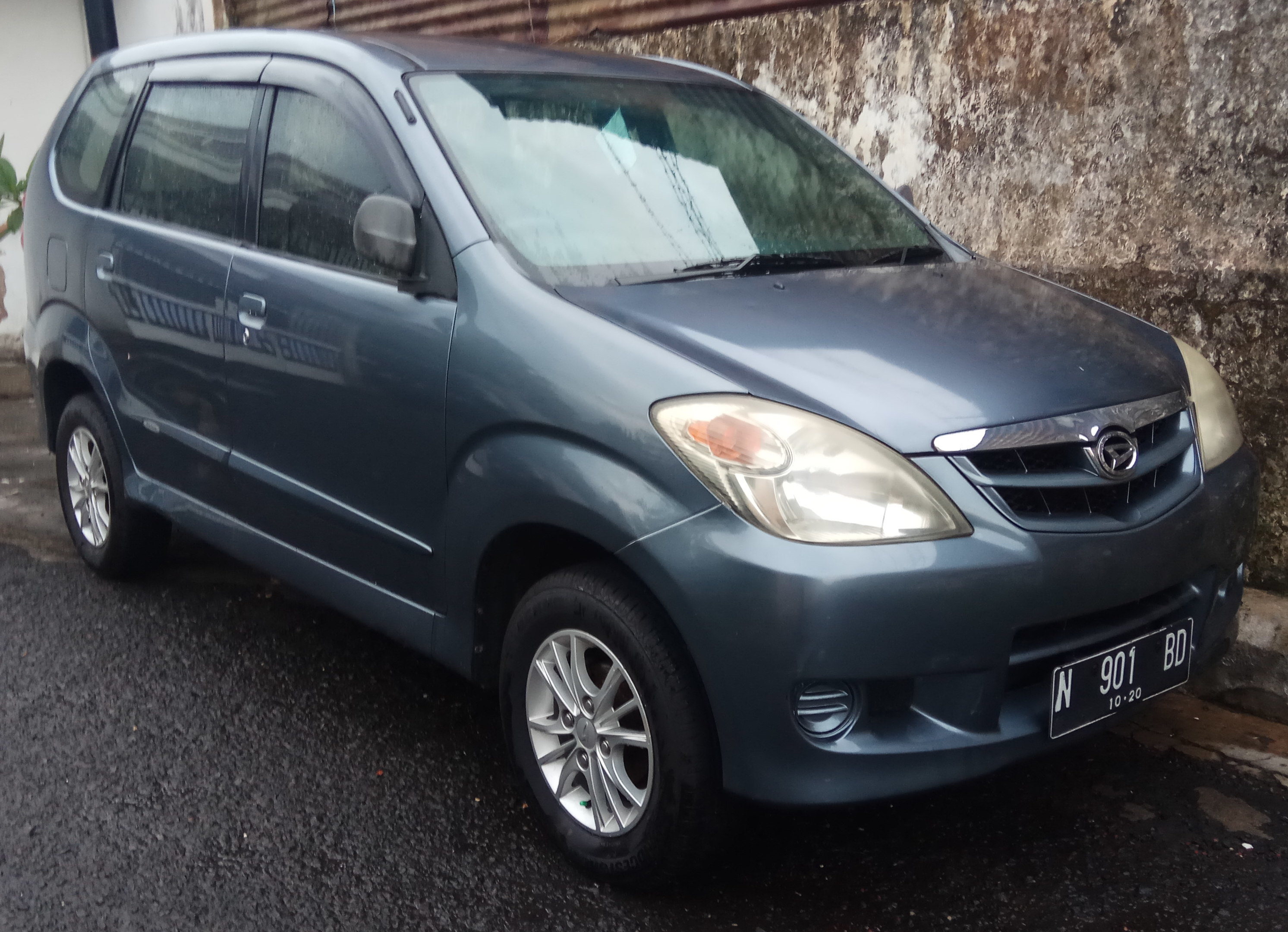
2011年販売型 1.3 Xiデラックス フロント
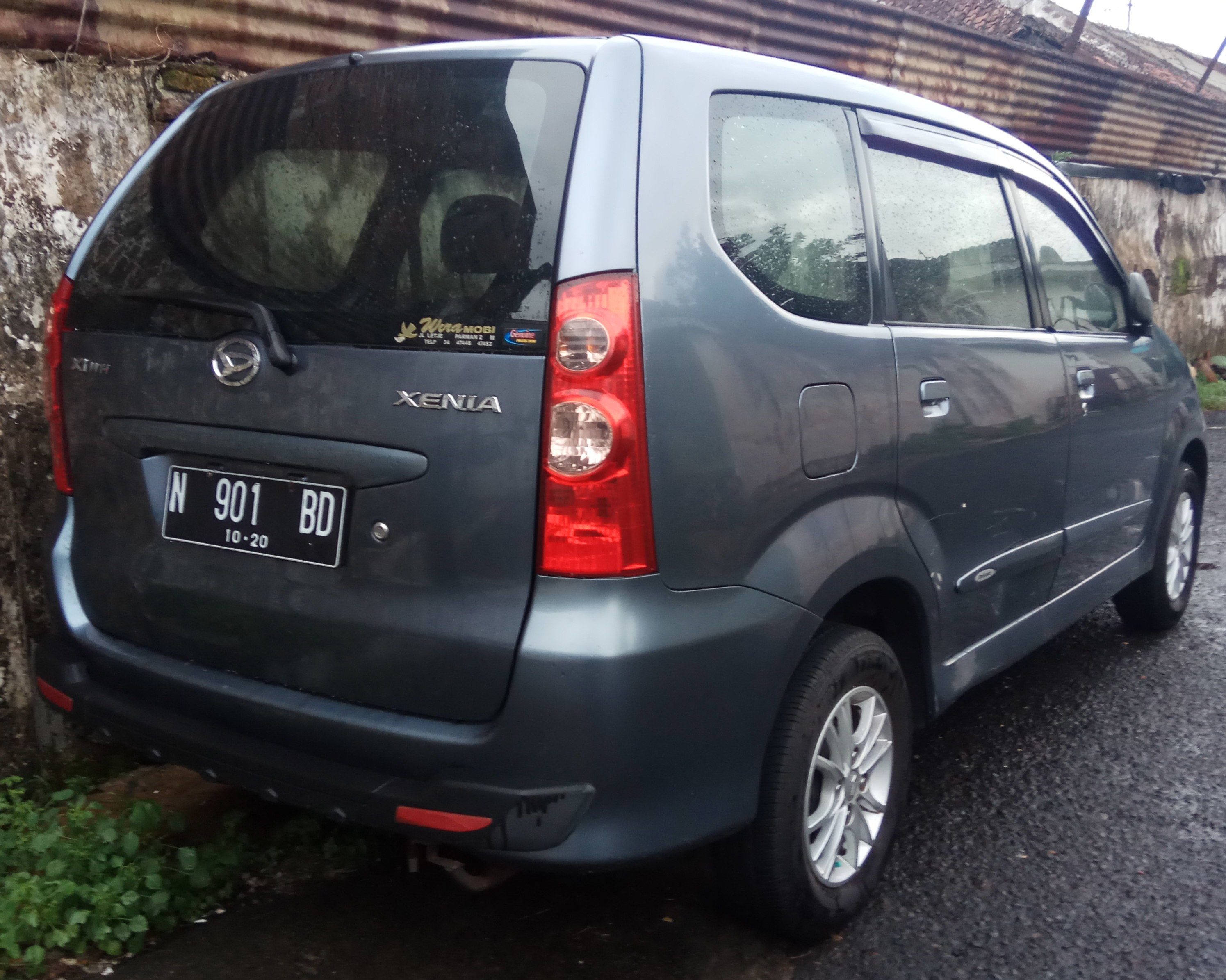
2011年販売型 1.3 Xiデラックス リア
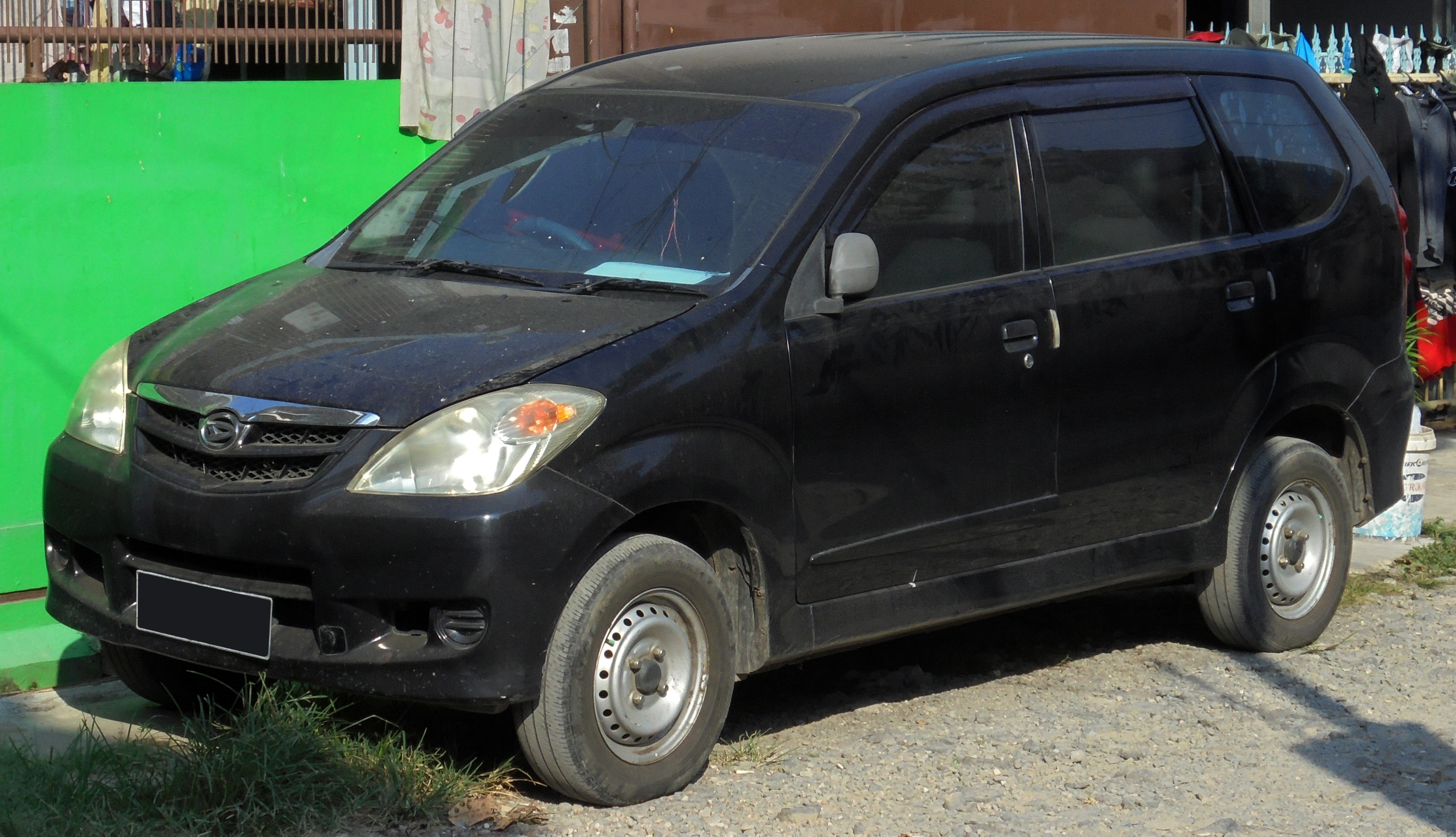
1.3 Xi フロント
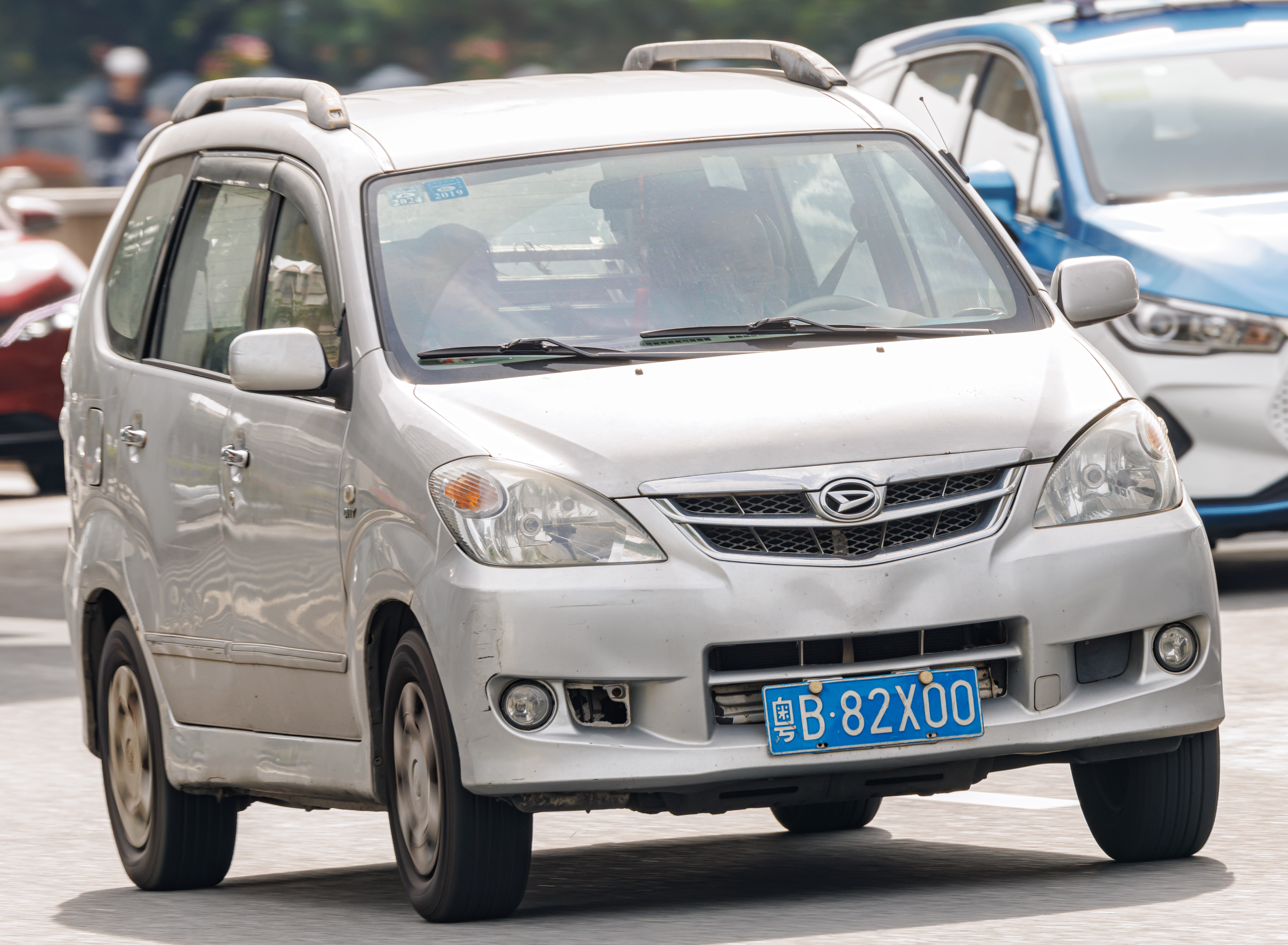
中国仕様

## 2代目 F650型（2011年 - 2021年）
2011年11月9日、インドネシアにてフルモデルチェンジ版が発売。
2015年8月20日、インドネシアでマイナーチェンジし、発売。
2019年1月のマイナーチェンジでは外観のデザイン変更やLEDヘッドライトが搭載された。

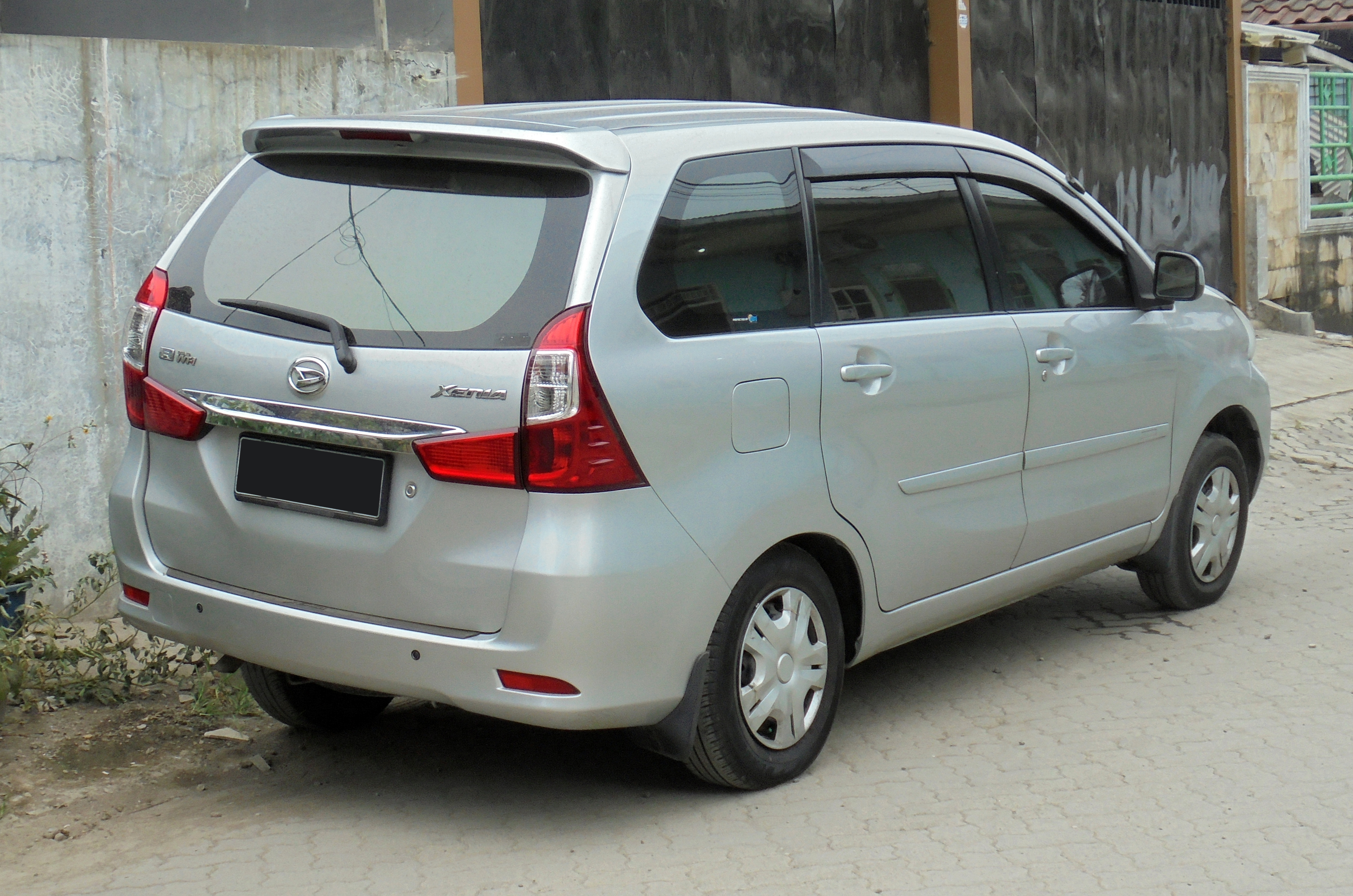
2016年販売型 1.3 R リア
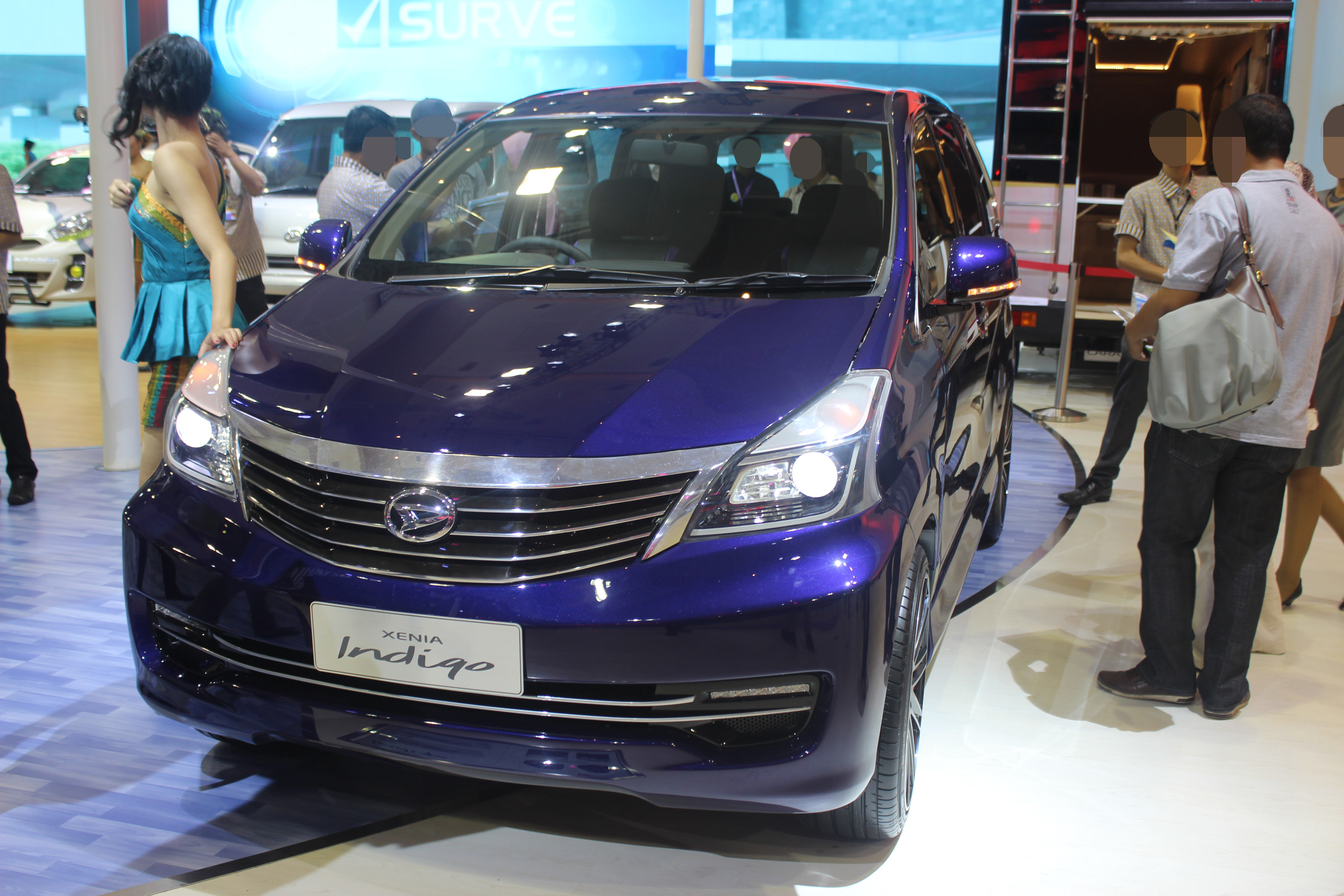
セニア インディゴ フロント
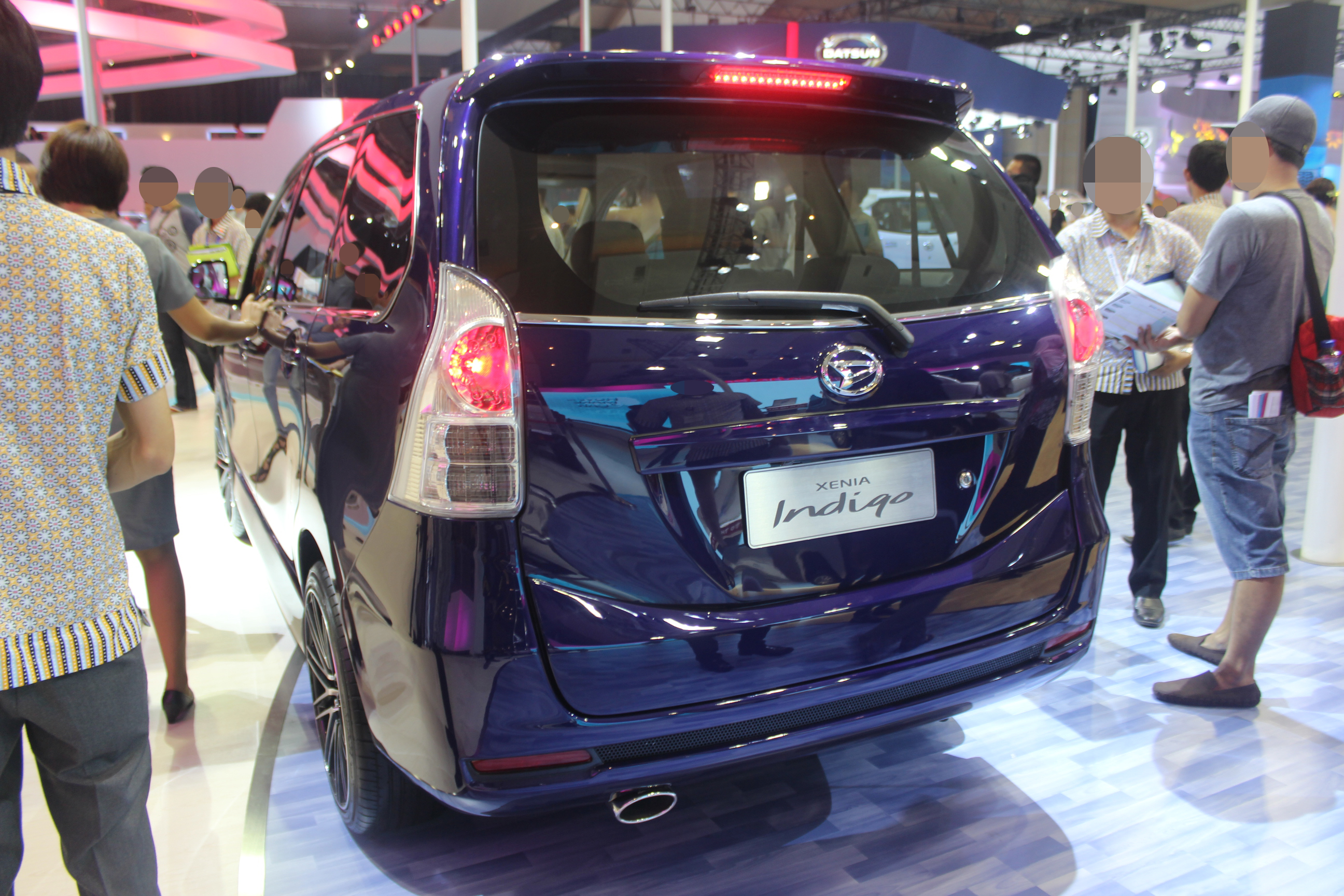
セニア インディゴ リア
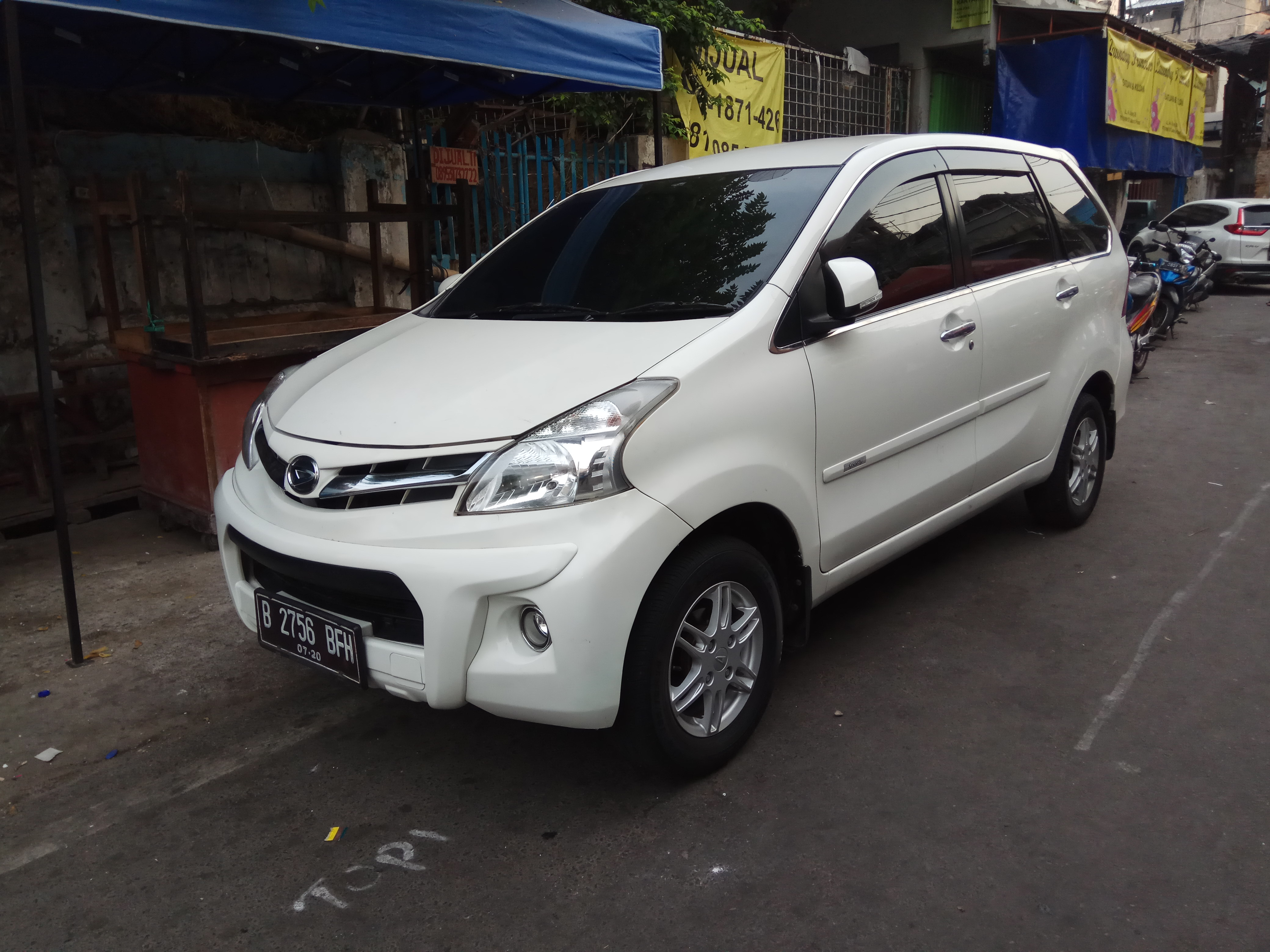
2015年販売型 1.3 R Sporty フロント
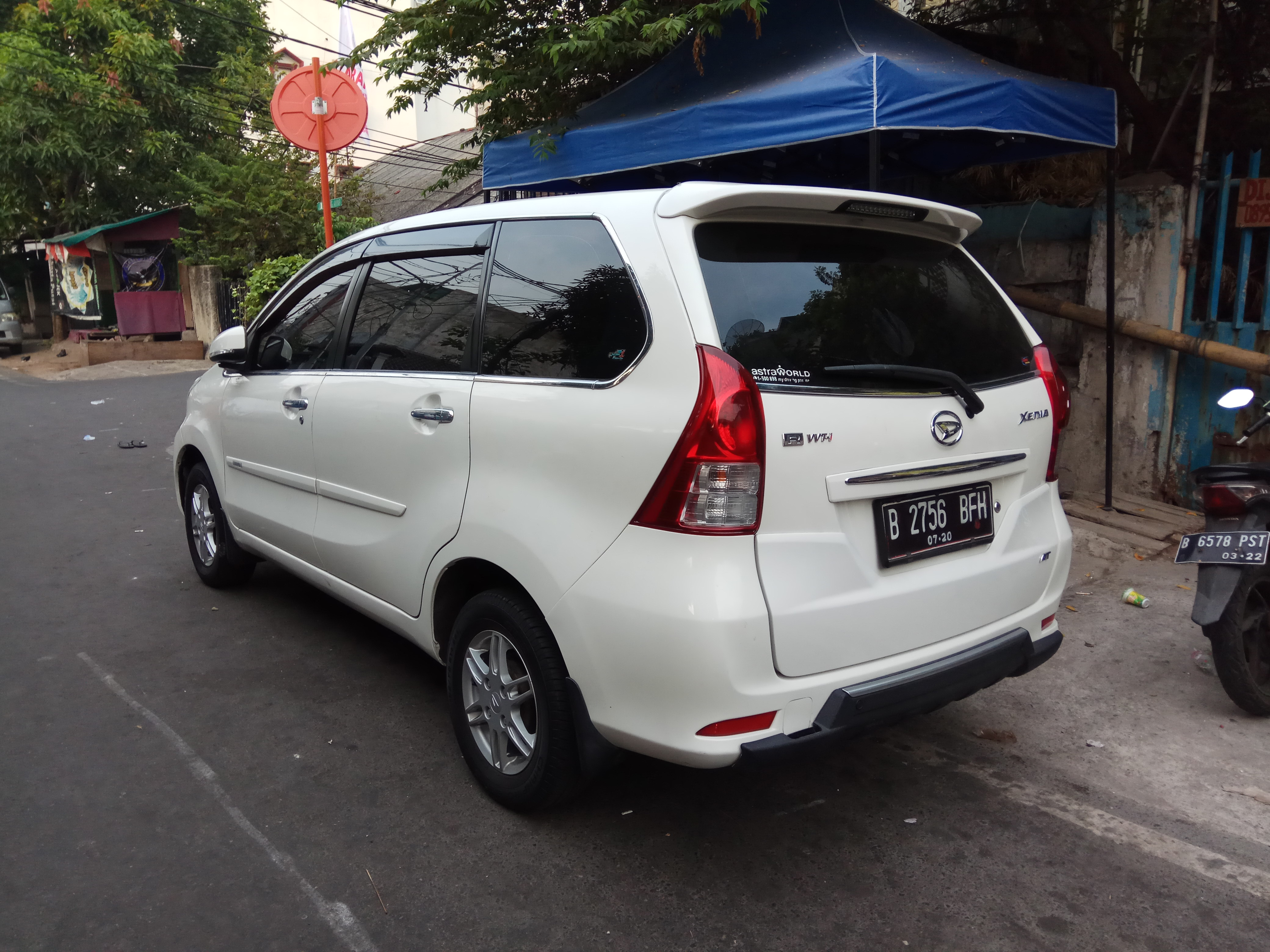
2015年販売型 1.3 R Sporty リア
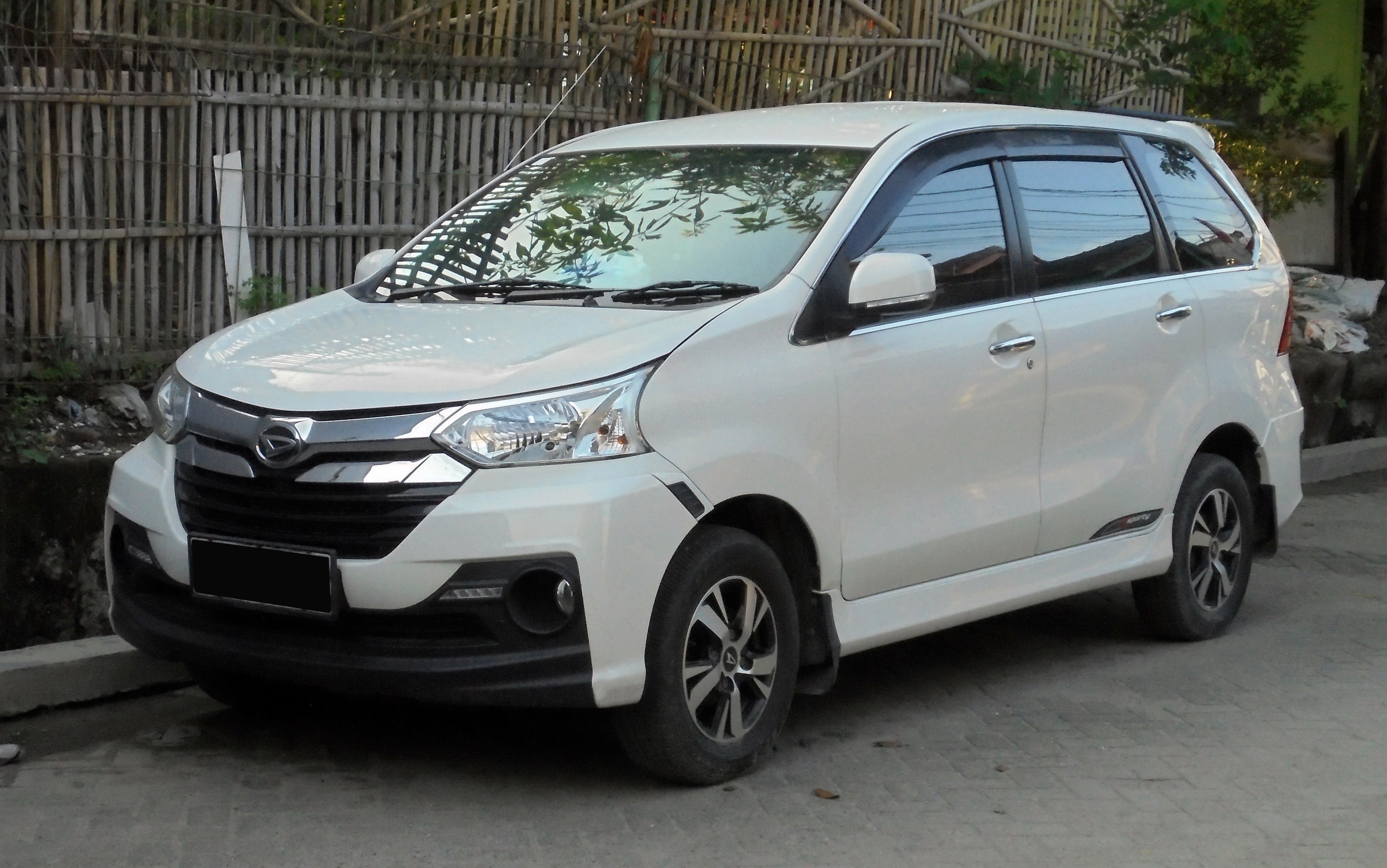
2016年販売型 1.3 R Sporty フロント
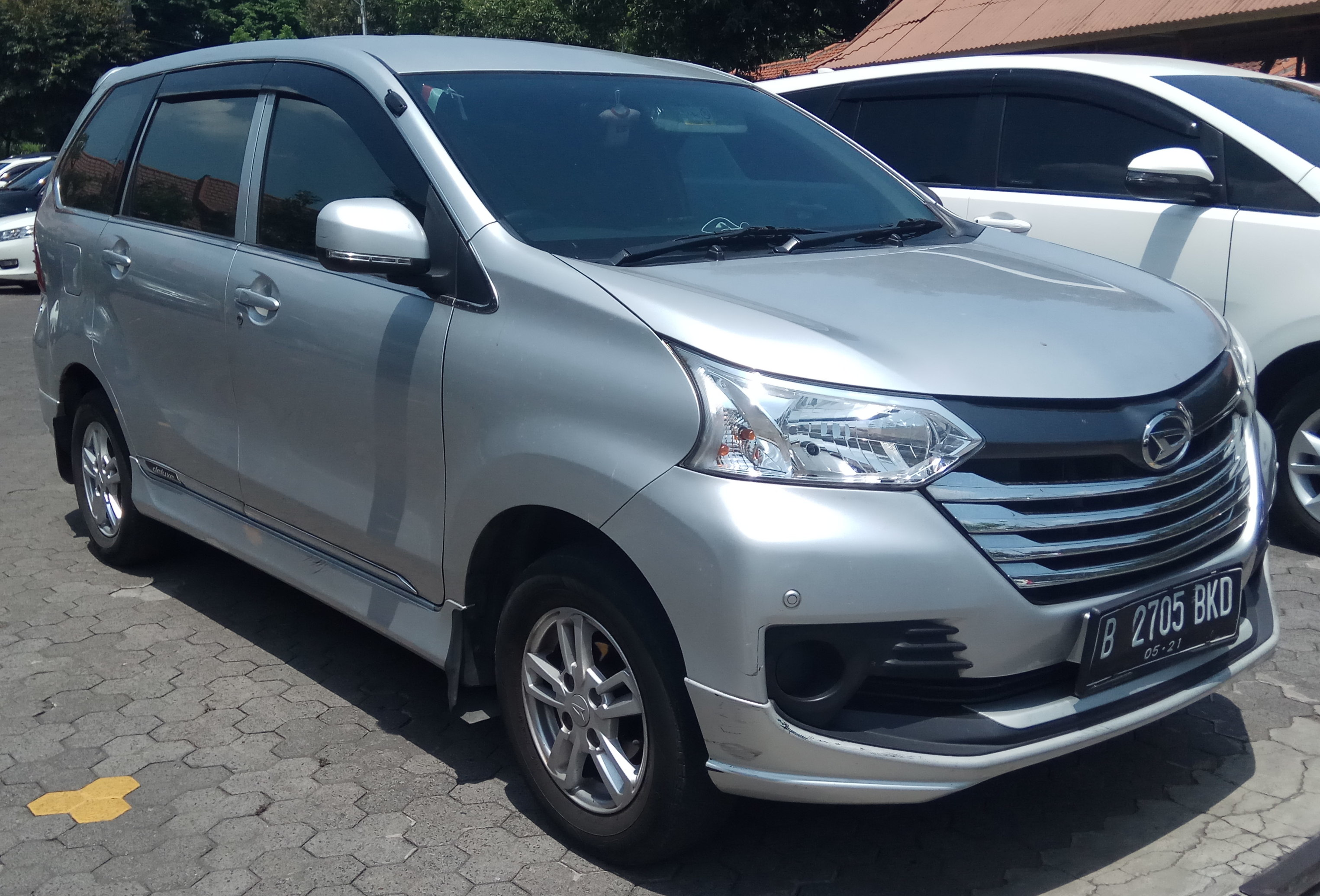
2016年販売型 1.3 Xデラックス フロント
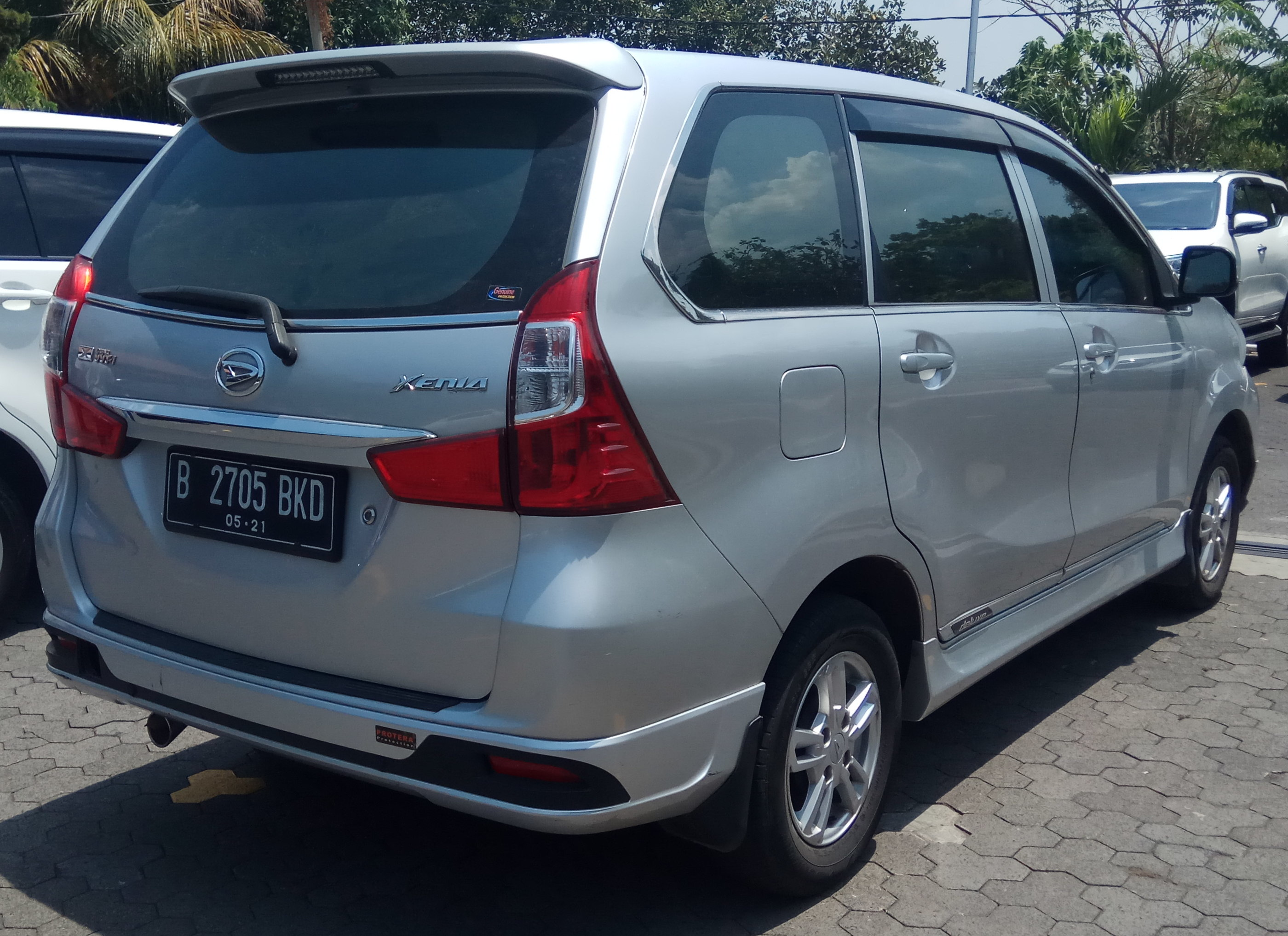
2016年販売型 1.3 Xデラックス リア
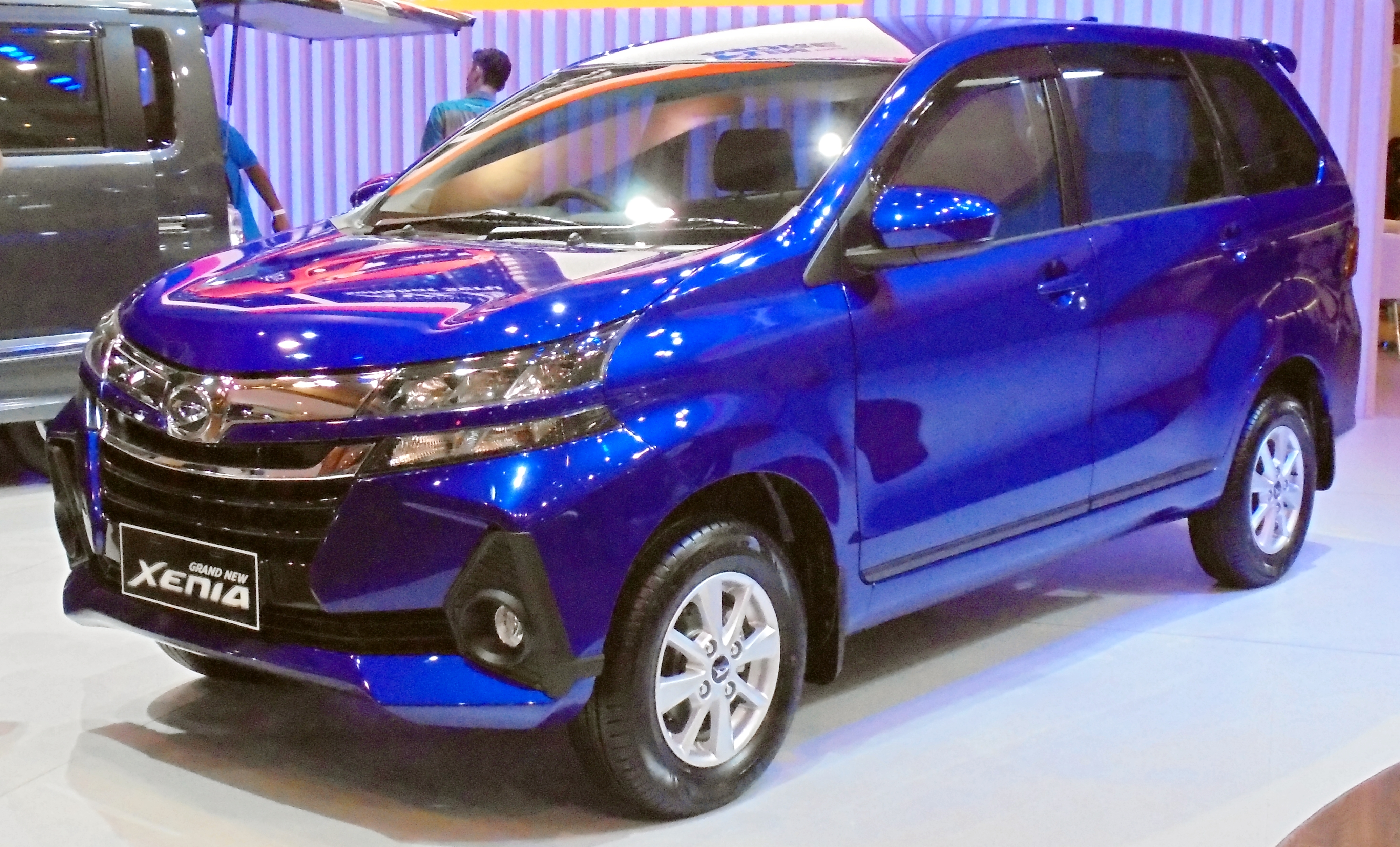
2019年販売型 1.3R 改良型
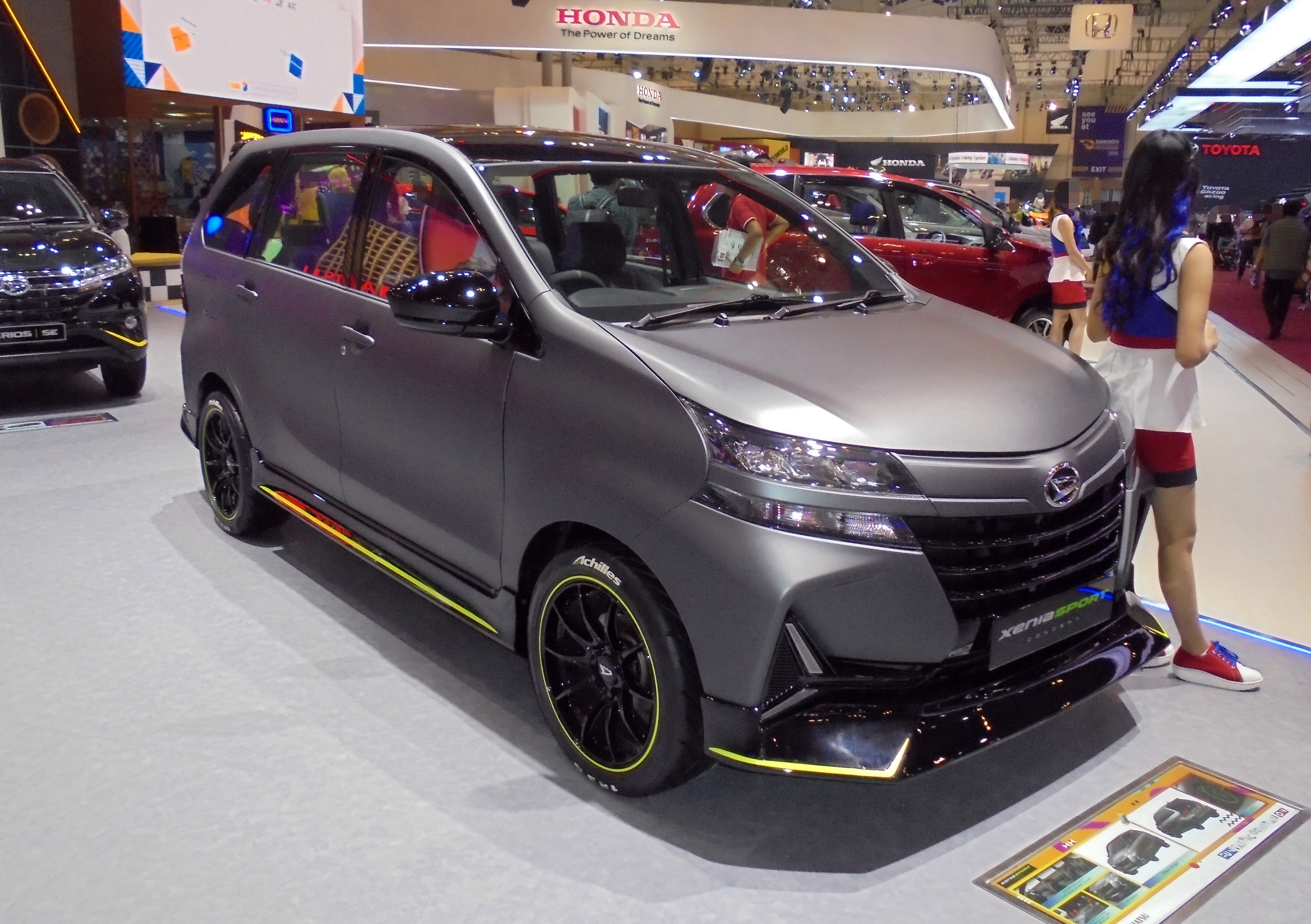
ダイハツ・セニア スポーツ コンセプト フロント
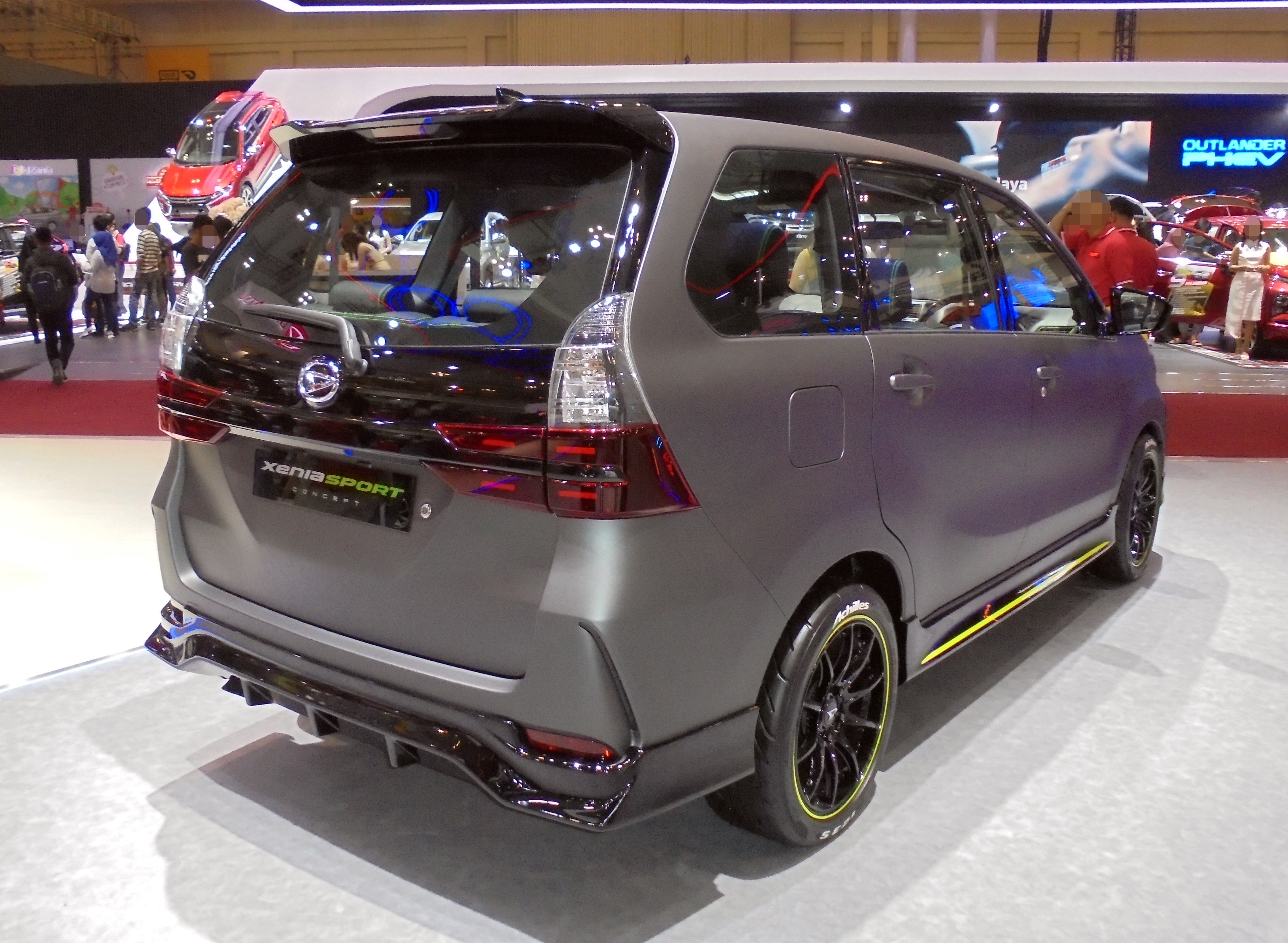
ダイハツ・セニア スポーツ コンセプト リア
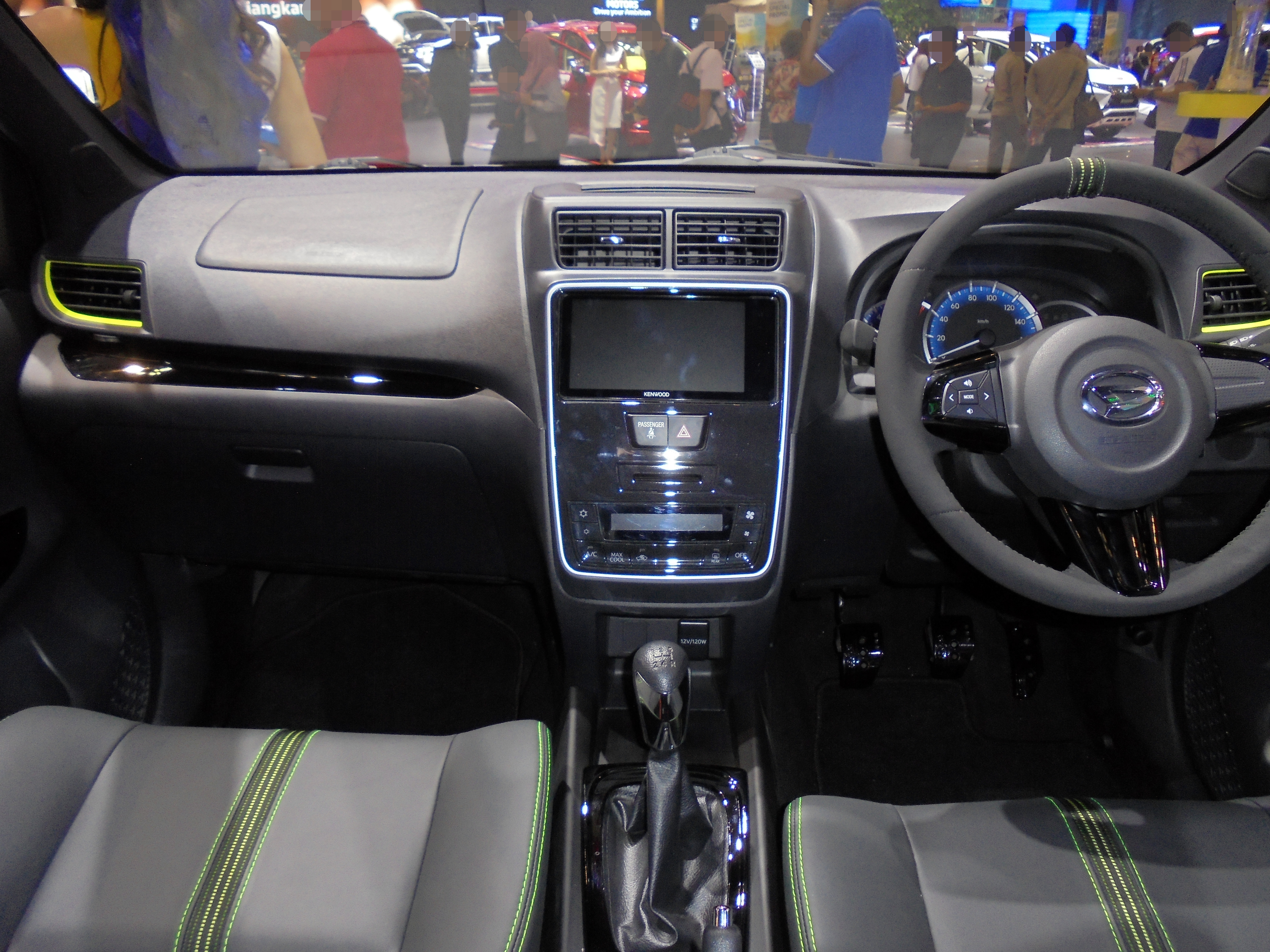
ダイハツ・セニア スポーツ コンセプト インテリア

## 3代目 W100型（2021年 - ）
2017年8月、インドネシア国際オートショーにて「DNマルチシックス」を発表。
2017年10月、東京モーターショー2017にて「DNマルチシックス」を発表。
2021年11月11日、約10年ぶりのフルモデルチェンジ版がインドネシアのインドネシア国際オートショーで発表され同日発売された。インドネシアにおけるDNGA採用車種第2弾に位置づけられ、プラットフォームがDNGAとして初めてとなるBセグメント用の「DNGA-Bプラットフォーム」に刷新され、初のFFレイアウトを採用。室内長が2代目に比べて160mm拡大。また、トランスミッションには5MTに加えて「D-CVT」が採用された。タイヤが2代目よりも大径化され、外内装ともにスポーティーデザインとなった。さらに、予防安全装備「Advanced Safety Assist（日本名:スマートアシスト）」も設定された。

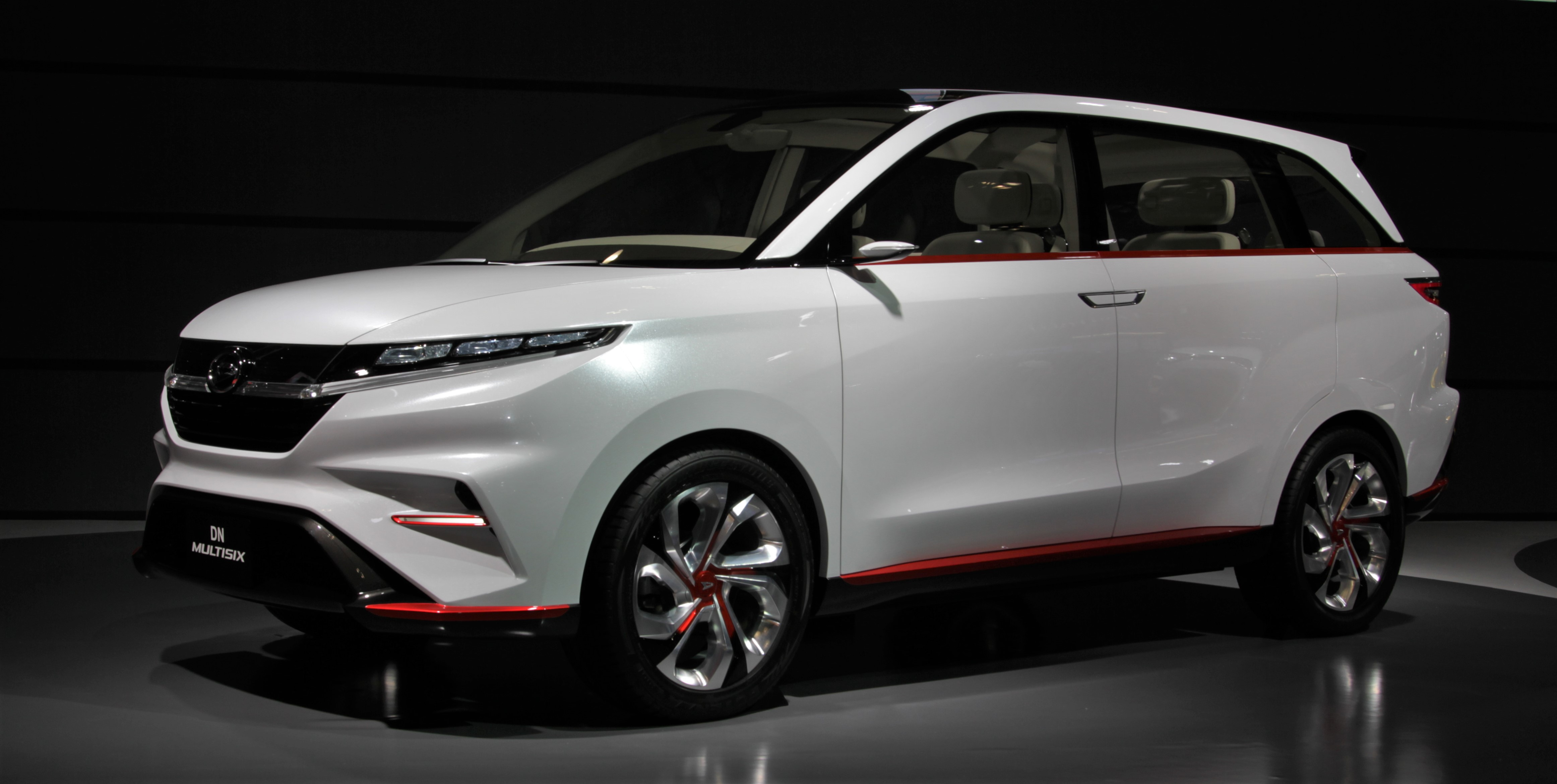
DNマルチシックス（フロント）
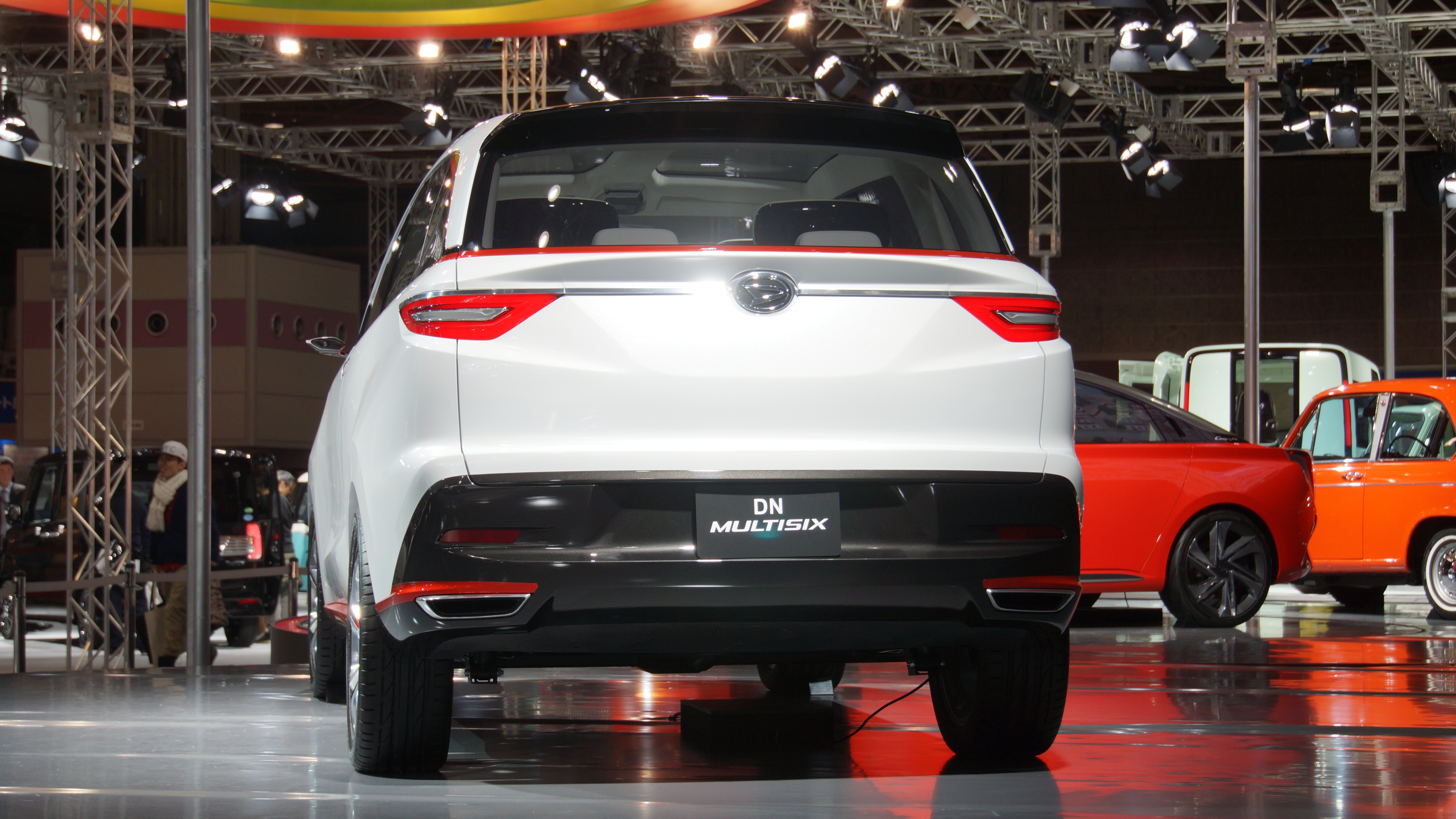
DNマルチシックス（リア）
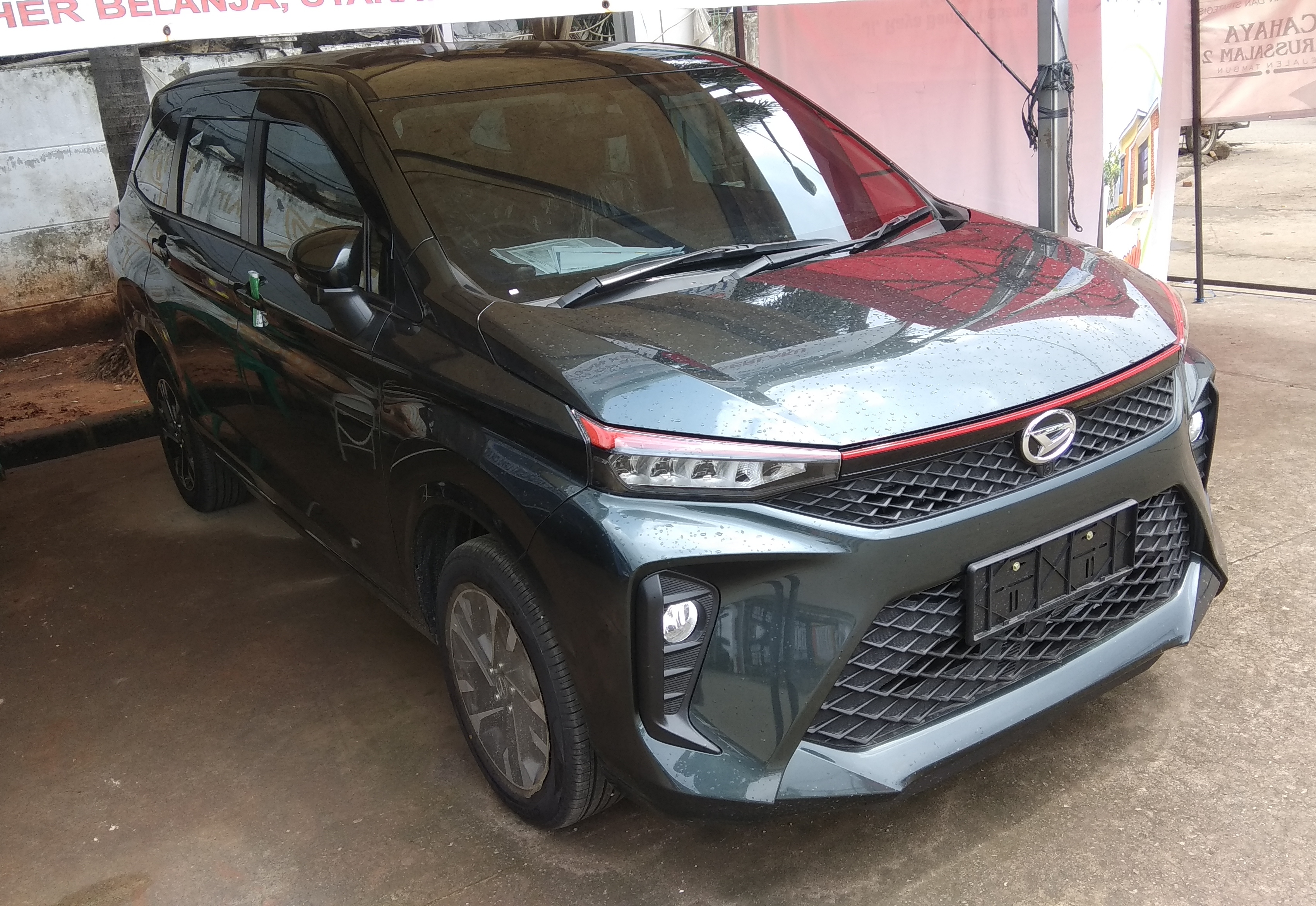
1.5 Rグレード

## 車名の由来
「XENIA」は、ギリシャ語でXenia（おもてなしの概念）に由来する。これは「ゲストの友情」を意味する。